# Octàedre triakis
En geometria, l'octàedre triakis és un dels tretze políedres de Catalan, té 24 cares triangulars. Les seves cares són triangles isòsceles en els que el costat desigual mesura {\displaystyle {\begin{matrix}1+{\sqrt {2}}\end{matrix}}} vegades la longitud dels altres dos.
Es pot obtenir enganxant piràmides triangulars a cada una de les 8 cares d'un octàedre.

## Àrea i volum
Les fórmules per calcular l'àrea A i el volum V d'un octàedre triakis tal que les seves arestes més curtes tenen longitud a són les següents:
{\displaystyle A=3{\sqrt {7+4{\sqrt {2}}}}a^{2}}
{\displaystyle V=({\begin{matrix}{3 \over 2}\end{matrix}}+{\sqrt {2}})a^{3}}

## Dualitat
El políedre dual de l'octàedre triakis és el cub truncat.

## Desenvolupament pla

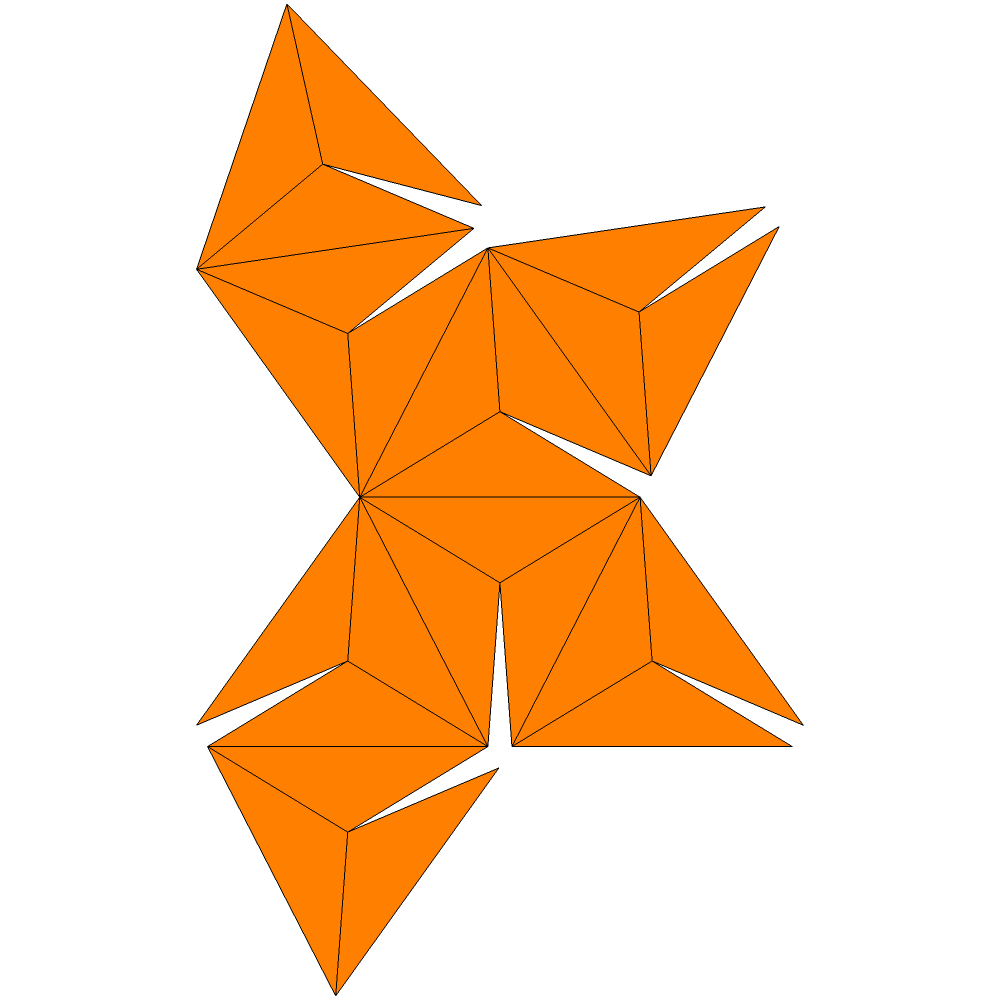
Desenvolupament pla de l'octàedre triakis

## Simetries
El grup de simetria de l'octàedre triakis té 48 elements; el grup de les simetries que preserven les orientacions és el grup octàedric {\displaystyle O\cong S_{4}}. Són els mateixos grups de simetria que pel cub, l'octàedre, el cub truncat i l'octàedre truncat.

## Relació amb altres políedres
Les 12 arestes més llargues de l'octàedre triakis i els vèrtexs en els que es troben són arestes i vèrtex d'un octàedre, els altres 8 vèrtex són vèrtex d'un cub.